# Francisco Javier Castaños

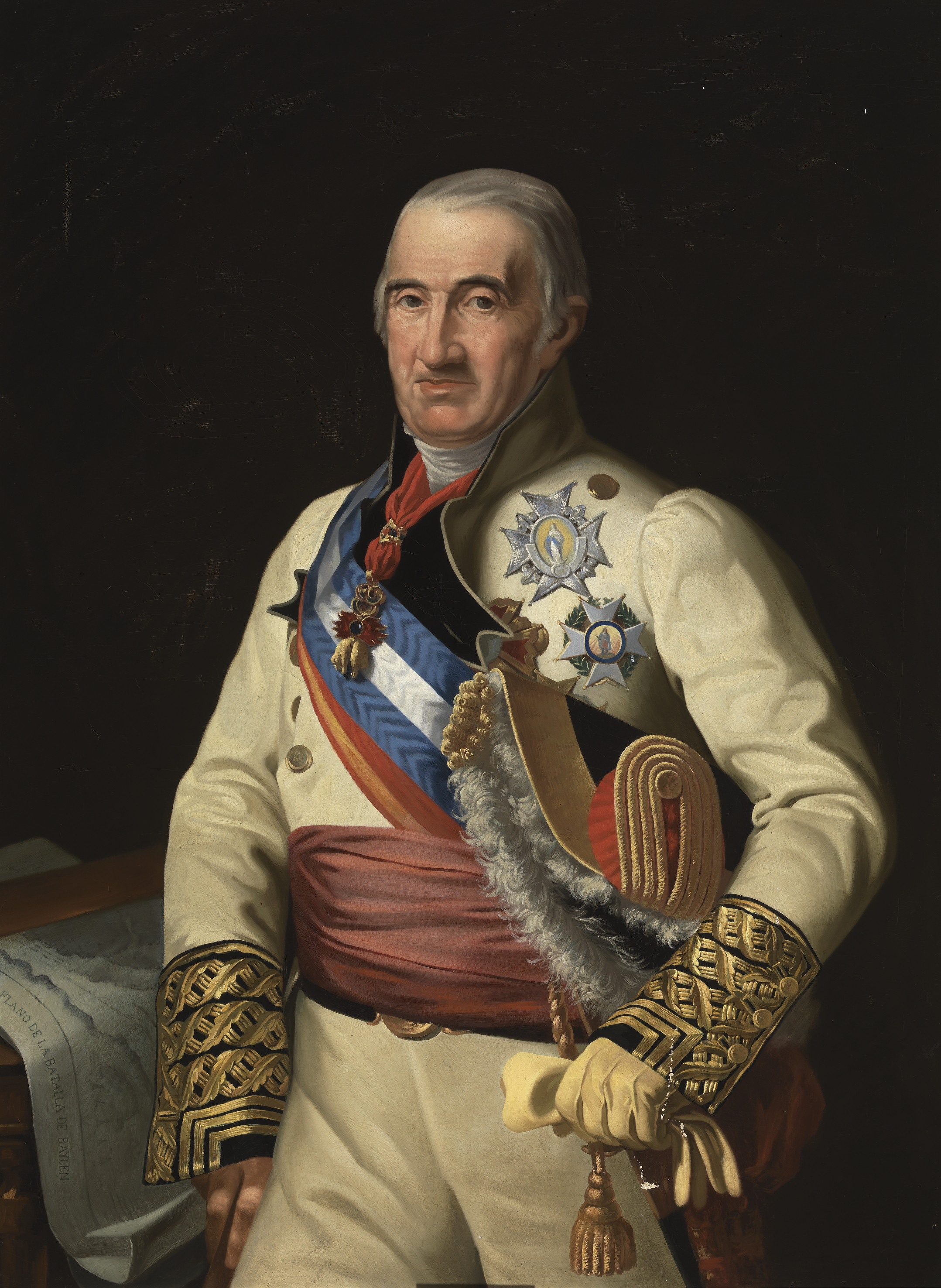
Francisco Javier Castaños. José María Galván. (Museo del Prado).

Francisco Javier Castaños Aragorri Urioste y Olavide, graaf van Castaños y Aragones (Madrid, 22 april 1758 - aldaar, 24 september 1852) was een Spaans generaal tijdens de Spaanse Onafhankelijkheidsoorlog.

## Biografie
Castaños werd geboren in Madrid in een oude adellijke familie uit Biskaje. Hij volgde zijn militaire opleiding in Pruisen en na zijn terugkeer werd hij tot officier benoemd. In 1794 kreeg hij het commando over het leger van Navarra. In 1808 werd hij overgeplaatst naar Gibraltar. In dat jaar wist hij zijn grootste militaire overwinning te behalen op het Franse keizerlijke leger bij Bailén. Later zou hij in de Slag bij Vitoria aan de zijde van Arthur Wellesley staan.
Na de terugkeer van koning Ferdinand VII gaat Castaños deel uitmaken van de staatsraad. Na zijn pensioen wordt hij geëerd voor zijn verdiensten met onder andere de titel van Grande en hertog van Bailén. In 1845 wordt hij nog voor korte tijd senator.